# No Tears Left to Cry
"No Tears Left to Cry" (estilizada como "no tears left to cry") é uma canção da cantora estadunidense Ariana Grande, contida em seu quarto álbum de estúdio Sweetener (2018). Foi composta pela própria em conjunto com Max Martin, Ilya Salmanzadeh e Savan Kotecha, sendo produzida por Martin e Ilya. A faixa foi lançada em 20 de abril de 2018, através da Republic Records, servindo como o primeiro single do disco.

## Antecedentes e lançamento
Logo após lançar o seu terceiro disco Dangerous Woman em 2016, Grande começou a trabalhar em seu quarto álbum de estúdio, comentando que "não pretendia fazer um álbum (...) eu tenho trabalhado muito, e tenho estado criativa e me sentido inspirada". Mais tarde, foi confirmado o envolvimento dos produtores Max Martin e Pharrell Williams no projeto, com o último comentando para o jornal Los Angeles Times que "as coisas que ela tem a dizer nesse álbum estão em um nível muito acima". O trabalho foi interrompido após o atentado ocorrido no final do show da Dangerous Woman Tour realizado em maio de 2017 em Manchester, mas a cantora disse em setembro para Billboard que mesmo com as gravações realizadas anteriormente ela continuaria gravando o projeto e voltaria logo quando possível. De acordo com o TMZ, metade das canções foram produzidas por Williams e a outra metade por Martin, e Grande participou das composições de todas as faixas.
Em 9 de abril de 2018, foi divulgado pelo portal Hits Daily Double que Grande lançaria o primeiro single de seu quarto disco no dia 27 daquele mês. Reportagens da Variety e da Billboard também replicaram o lançamento para o dia 27. Dias depois, a intérprete foi vista na Disneyland usando um moletom cinza, com o suposto título da canção escrito de cabeça para baixo — "No Tears Left to Cry". Em sequência, diversas pessoas envolvidas com Grande postaram selfies usando o mesmo casaco, incluindo seu irmão Frankie, a colaboradora frequente Victoria Monét e seu namorado Mac Miller. Mais tarde, o Hits Daily Double confirmou que a canção seria lançada uma semana antes do esperado.
No dia 17, Ariana divulgou no Twitter um emoji de lágrima, assim como em seu Instagram Story, antes de escrever a mensagem "senti falta de vocês" na primeira rede social. Pouco depois, ela escreveu no Twitter "No Tears Left to Cry" de cabeça para baixo, acompanhado por "4.20", assim confirmando o título e a data de lançamento. No dia 19, Grande apresentou uma pequena prévia da faixa e mostrou sua capa e uma foto promocional no Instagram, reveladas através diversas imagens que se completavam para formar o produto final. A capa mostra Grande encostada em uma parede com seu rosto iluminado por um arco-íris, com o título escrito de cabeça para baixo na parte superior da imagem, enquanto a foto promocional a retrata sentada em uma escada. Em ambas as fotos, ela está de cabelo platinado. Uma festa de audição foi realizada em Londres no início da mesma semana, com o radialista britânico Nick Grinshaw escrevendo no Twitter: "Estou ouvindo a música nova da Ariana Grande. Ela me faz sentir emotivo e sensual ao mesmo tempo, que é meu humor desejado em todos os momentos".

## Crítica profissional
"No Tears Left to Cry" foi aclamada por críticos musicais. Laura Snapes, do jornal The Guardian, deu à canção uma nota quatro de cinco e a descreveu como "um grude instantâneo — e é também gratificante ver Grande interpretando o single sozinha do que com um convidado, como ela frequentemente faz". Nick Reilly, da revista britânica NME, elogiou o refrão "altamente contagioso" da canção, enquanto Hannah Mylrea, da mesma publicação, considerou-o eufórico e concluiu dizendo: "Ao combater o ódio e a desolação com esperança na música disco, 'No Tears Left to Cry' torna-se um triunfo". Escrevendo para a Pitchfork, Meaghan Garven disse: "Os resultados são excelentes, evocando musicalmente a virada do milênio através de um estilo garage melhor impulsionada que seus colegas pop". Numa avaliação para a Billboard, Andrew Unterberger escreveu: "A música melhora com o tempo e não é possível apreciá-la totalmente na primeira reprodução". Chris Willman, da Variety, chamou a canção de "um hino mais animado e dançante para uma recuperação pós-traumática".

## Vídeo musical
O vídeo musical de "No Tears Left to Cry" foi dirigido por Dave Meyers e lançado juntamente com a canção. A gravação retrata Grande interpretando a faixa em diversos cenários com ilusões de ótica, que viram de cabeça para baixo e são vistos de diversos ângulos. Uma abelha que aparece na última cena foi descrita pelo Manchester Evening News como uma homenagem aos ataques ocorridos em Manchester; na época, o inseto tornou-se símbolo da união da cidade, e diversas pessoas fizeram tatuagens de abelhas para angariar fundos às vítimas.

## Apresentações ao vivo
Grande apresentou "No Tears Left to Cry" pela primeira vez no dia de seu lançamento, durante o show do DJ norueguês Kygo no Coachella Valley Music and Arts Festival, realizado no Empire Polo Club em Indio, Califórnia. Rumores de uma performance no festival começaram a circular momentos antes pela revista Variety. A cantora usou um figurino predominantemente roxo, com um top, uma saia de seda e luvas desta cor, assim como o seu cabelo, além de botas na altura do joelho, meias arrastão e uma pochete preta. Grande também realizou uma regravação de "Sexual Healing", de Marvin Gaye, cuja canção Kygo possui um remix. A primeira apresentação televisionada da faixa ocorreu no dia 1º de maio durante o programa The Tonight Show Starring Jimmy Fallon, com uma segunda interpretação no mesmo programa, realizada com o apresentador Jimmy Fallon e a banda The Roots e usando o Nintendo Labo e Switch como instrumentos, ocorrendo no dia 15. No dia 4 de maio, uma apresentação foi feita no evento YouTube Brandcast, juntamente com "Side to Side" e "Dangerous Woman". Grande abriu os Billboard Music Awards de 2018 com uma performance de "No Tears Left to Cry" caracterizada com uma fita em seu cabelo, mini-vestido preto, longas meias pretas e botas de cano alto com saltos-altos, com o cenário tendo uma série de colunas e arcos recebendo projeções de tijolos e nuvens. A apresentação foi eleita a segunda melhor da noite pela Billboard, com Andrew Unterberger comentando que "Ariana girou a catarse de volta para uma musical com típica graça e profissionalismo".

## Faixas e formatos
| Download digital e streaming |                        |         |  |
| N.º                          | Título                 | Duração |  |
| 1.                           | "No Tears Left to Cry" | 3:25    |  |

## Créditos
Todo o processo de elaboração de "No Tears Left to Cry" atribui os seguintes créditos:
Gravação e publicação
- Gravada em 2017 nos MXM Studios e Wolf Cousins Studios (Estocolmo)
- Mixada nos MixStar Studios (Virginia Beach, Virgínia)
- Masterizada nos Sterling Sound (Nova Iorque)
- Publicada pelas empresas Universal Music Group Corp./Grand AriMusic (ASCAP), MXM (ASCAP) — administrada pela Kobalt (ASCAP) —, Wolf Cousins (STIM) e Warner/Chappell Music Scand (STIM)

Produção
| - Ariana Grande: composição, vocalista principal, vocalista de apoio - Max Martin: composição, produção, teclado, baixo, baterias, percussão, programação - Ilya: composição, produção, teclado, baterias, percussão - Savan Kotecha: composição - Serban Ghenea: mixagem | - Sam Holland: engenharia - John Hanes: engenharia de mixagem - Cory Bice: assistência de gravação - Jeremy Lertola: assistência de gravação - Randy Merrill: masterização |

## Desempenho nas tabelas musicais
| Tabela musical (2018)                                  | Melhor posição |
| ------------------------------------------------------ | -------------- |
| Alemanha (Media Control Charts)                        | 2              |
| Austrália (ARIA Charts)                                | 1              |
| Áustria (Ö3 Austria Top 40)                            | 2              |
| Bélgica (Ultratop 50 de Flandres)                      | 5              |
| Bélgica (Ultratop 40 da Valônia)                       | 21             |
| Canadá (Canadian Hot 100)                              | 2              |
| Colômbia (National Report)                             | 6              |
| Coreia do Sul (Gaon Music Chart)                       | 19             |
| Croácia (Croatian Airplay Radio Chart)                 | 14             |
| Dinamarca (Tracklisten)                                | 6              |
| Escócia (The Official Charts Company)                  | 2              |
| Eslováquia (IFPI Slovenská Republika)                  | 1              |
| Espanha (Productores de Música de España)              | 9              |
| Estados Unidos (Billboard Hot 100)                     | 3              |
| Estados Unidos (Pop Songs)                             | 1              |
| Estados Unidos (Adult Pop Songs)                       | 4              |
| Estados Unidos (Rhythmic Songs)                        | 12             |
| Estados Unidos (Adult Contemporary)                    | 16             |
| Estados Unidos (Hot Dance Club Songs)                  | 1              |
| Estônia (Eesti Singlid Tipp-40)                        | 1              |
| Finlândia (IFPI Finlândia)                             | 7              |
| França (Syndicat National de l'Édition Phonographique) | 3              |
| Grécia (Greece Digital Songs)                          | 1              |
| Hungria (Magyar Hanglemezkiadók Szövetsége)            | 1              |
| Irlanda (Irish Recorded Music Association)             | 1              |
| Itália (Federazione Industria Musicale Italiana)       | 6              |
| Japão (Japan Hot 100)                                  | 12             |
| Líbano (The Official Lebanese Top 20)                  | 8              |
| Malásia (Recording Industry Association of Malaysia)   | 1              |
| México (Mexico Airplay)                                | 20             |
| Noruega (VG-lista)                                     | 1              |
| Nova Zelândia (NZ Top 40 Singles)                      | 4              |
| Países Baixos (MegaCharts)                             | 4              |
| Polônia (Związek Producentów Audio Video)              | 4              |
| Portugal (Associação Fonográfica Portuguesa)           | 1              |
| Reino Unido (UK Singles Chart)                         | 2              |
| Chéquia (IFPI Česká Republika)                         | 1              |
| Singapura (Recording Industry Association Singapore)   | 1              |
| Suécia (Sverigetopplistan)                             | 10             |
| Suíça (Schweizer Hitparade)                            | 2              |
| União Europeia (Euro Digital Songs)                    | 2              |

| Tabela musical (2018)                       | Posição |
| ------------------------------------------- | ------- |
| Alemanha (Media Control Charts)             | 61      |
| Austrália (ARIA Charts)                     | 26      |
| Áustria (Ö3 Austria Top 40)                 | 53      |
| Bélgica (Ultratop 50 de Flandres)           | 17      |
| Bélgica (Ultratop 40 da Valônia)            | 32      |
| Canadá (Canadian Hot 100)                   | 13      |
| Dinamarca (Tracklisten)                     | 42      |
| Estados Unidos (Billboard Hot 100)          | 20      |
| Estados Unidos (Pop Songs)                  | 14      |
| Estados Unidos (Adult Pop Songs)            | 16      |
| Estados Unidos (Rhythmic Songs)             | 45      |
| Estados Unidos (Adult Contemporary)         | 39      |
| Estados Unidos (Hot Dance Club Songs)       | 23      |
| Hungria (Magyar Hanglemezkiadók Szövetsége) | 15      |
| Irlanda (Irish Recorded Music Association)  | 10      |
| Japão (Japan Hot 100)                       | 89      |
| Nova Zelândia (NZ Top 40 Singles)           | 46      |
| Países Baixos (MegaCharts)                  | 34      |
| Reino Unido (UK Singles Chart)              | 9       |
| Suécia (Sverigetopplistan)                  | 45      |
| Suíça (Schweizer Hitparade)                 | 36      |

| País (Empresa)             | Certificação |
| -------------------------- | ------------ |
| Austrália (ARIA)           | 2× Platina   |
| Áustria (IFPI Áustria)     | Ouro         |
| Bélgica (BEA)              | Ouro         |
| Brasil (Pro-Música Brasil) | 2× Platina   |
| Canadá (Music Canada)      | 3× Platina   |
| Dinamarca (IFPI Dinamarca) | Ouro         |
| Espanha (PROMUSICAE)       | Ouro         |
| Estados Unidos (RIAA)      | 3× Platina   |
| França (SNEP)              | Ouro         |
| Itália (FIMI)              | Ouro         |
| México (AMPROFON)          | Platina      |
| Nova Zelândia (RMNZ)       | Platina      |
| Reino Unido (BPI)          | Platina      |
| Suécia (GLF)               | Platina      |

## Histórico de lançamento
| País           | Data                | Formato                     | Gravadora |
| -------------- | ------------------- | --------------------------- | --------- |
| Mundo          | 20 de abril de 2018 | Download digital, streaming | Republic  |
| Itália         | 20 de abril de 2018 | Rádios mainstream           | Universal |
| Reino Unido    | 20 de abril de 2018 | Rádios mainstream           | Republic  |
| Países Baixos  | 21 de abril de 2018 | Rádios mainstream           | Republic  |
| Estados Unidos | 23 de abril de 2018 | Rádios hot AC               | Republic  |
| Estados Unidos | 24 de abril de 2018 | Rádios mainstream           | Republic  |
| Estados Unidos | 24 de abril de 2018 | Rádios rhythmic             | Republic  |